# フィエル州
フィエル州（アルバニア語: Qarku i Fierit、英語: Fier County）は、アルバニアの州である。面積は1,890.69平方キロメートル、人口は379,221人（2008年）。州都はフィエル。アドリア海に面し、ティラナ州・エルバサン州・ベラト州・ジロカスタル州・ヴロラ州と州境を接している。

## 関連項目

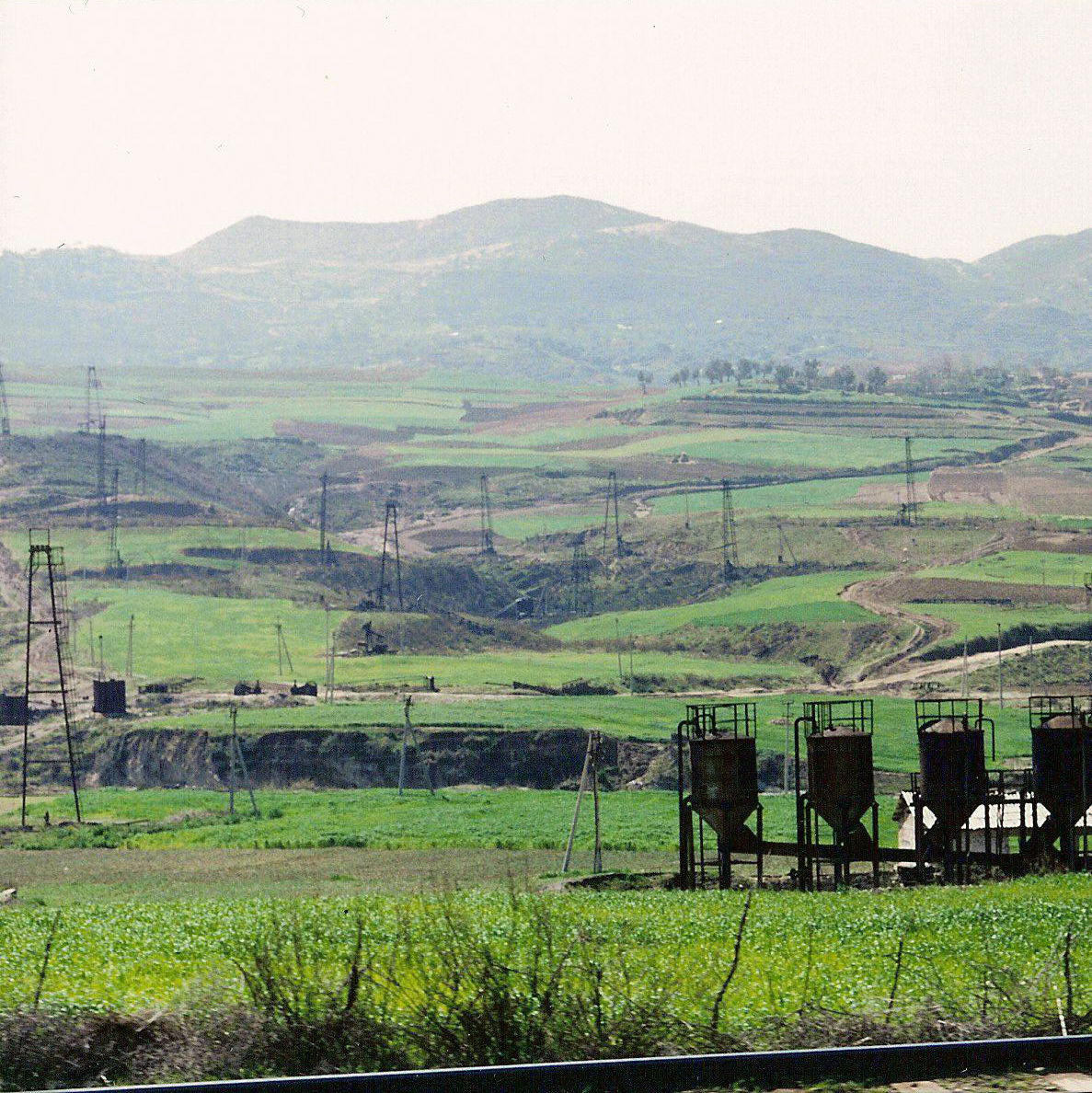
マラカストラ油田

## 下部行政区画
- フィエル県
- ルシュニャ県
- マラカスタル県